# 成叔武
成叔武（郕叔武、せいしゅくぶ）は、周の文王の七男。
武王が殷を滅ぼすと、叔武は成（現在の山東省寧陽県の東北）に封じられた。